# Vice-premier ministre du pays de Galles
Pour les articles homonymes, voir Vice-premier ministre.
Au pays de Galles, le titre de vice-premier ministre (Deputy First Minister en anglais et Dirprwy Brif Weinidog en gallois), est une dignité attribuée à un membre supérieur du gouvernement. Son titulaire siège ex officio au sein de l’organe de décision ultime du gouvernement, le cabinet, dont il est le deuxième personnage en rang après le Premier ministre.
Introduit par Rhodri Morgan en 2000, ce rang est utilisé de façon discontinue pour qualifier le chef de la formation politique qui occupe une place minoritaire dans la coalition dirigée par le Premier ministre. La position est généralement couplée à d’autres portefeuilles gouvernementaux sous le titre de « ministre » (Minister en anglais et Gweinidog en gallois).
L'actuel titulaire de la fonction est Huw Irranca-Davies depuis le 6 août 2024.

## Histoire

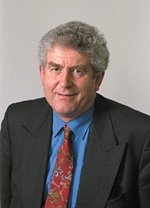
Rhodri Morgan érige le rang de vice-premier ministre en 2000.

### Première coalition (2000-2003)
Le rang de vice-premier ministre (Deputy First Minister en anglais et Dirprwy Brif Weinidog en gallois) est érigé le 16 octobre 2000 par Rhodri Morgan à la formation d’un exécutif de coalition — appelé « cabinet de partenariat » (Partnership Cabinet en anglais et Cabinet Partneriaeth en gallois) — entre le parti travailliste et les démocrates libéraux à l’assemblée nationale pour le pays de Galles. À cette occasion, le chef de cabinet transforme son rang en « premier ministre » (First Minister en anglais et Prif Weinidog en gallois) alors que celui de premier secrétaire était en usage auparavant. Ainsi, dans ce nouveau cabinet de l’Assemblée, Rhodri Morgan accorde la dignité à Mike German en tant que chef du groupe minoritaire dans la coalition ainsi que le portefeuille du développement économique. Cependant, touché par une enquête d’abus de biens sociaux, Mike German décide de se mettre en retrait du cabinet le 6 juillet 2001. Jenny Randerson, la ministre de la Culture et des Sports, démocrate libérale, prend alors le titre de vice-premier ministre intérimaire (Acting Deputy First Minister en anglais et Ddirpwry Prif Weinidog dros-dro en gallois), tandis que la fonction de ministre du Développement économique revient au premier ministre. Réintégré dans l’équipe ministérielle le 13 juin 2002 en qualité de vice-premier ministre, Mike German se voit confier les nouvelles responsabilités des affaires rurales et du rayonnement international lors d’un remaniement survenu le 18 juin suivant. Les travaillistes n’ayant plus besoin de l’appui des démocrates libéraux à la suite des élections de l’Assemblée du 1er mai 2003, le titre n’est plus utilisé à partir du 8 mai 2003, lorsque le troisième cabinet de Rhodri Morgan est nommé,,,,,,.

### Seconde coalition (2007-2011)
Sous la IIIe législature, quelques semaines après les élections générales, le titre de vice-premier ministre est recréé le 10 juillet 2007 en faveur de Ieuan Wyn Jones, peu de temps avant la formation du second gouvernement de Rhodri Morgan. De la même manière, il est attribué au chef du groupe politique minoritaire dans la coalition gouvernementale composée cette fois-ci des membres de l’Assemblée issus du Parti travailliste gallois et de Plaid Cymru, une formation nationaliste. Le 19 juillet 2007, jour de la mise en place du gouvernement, Ieuan Wyn Jones reçoit également le poste de ministre de l’Économie et des Transports. Démissionnaire, Rhodri Morgan est remplacé par Carwyn Jones en tant que premier ministre le 9 décembre 2009, qui, le lendemain, dans le premier gouvernement qu’il nomme, reconduit Ieuan Wyn Jones dans sa position de vice-premier ministre et lui conserve ses portefeuilles ministériels de l’économie et des transports. Le titre disparaît à la suite des élections générales du 5 mai 2011, le parti travailliste ayant de nouveau la possibilité de gouverner seul,,,,,,.

## Variations des intitulés ministériels
| Poste | Période     | Exécutif                       |
| --- | ----------- | ------------------------------ |
| Vice-premier ministre, ministre du Développement économique Deputy First Minister, Minister for Economic Development Dirprwy Prif Weinidog, Gweinidog dros Ddatblygu Economaidd                                                      | 2000-2001   | Cabinet Rhodri Morgan (2)      |
| Vice-premier ministre intérimaire, ministre de la Culture et des Sports Acting Deputy First Minister, Minister for Culture and Sports Ddirpwry Prif Weinidog dros-dro, Gweinidog dros Ddiwylliant a Chwaraeon                        | 2001-2002   | Cabinet Rhodri Morgan (2)      |
| Vice-premier ministre, ministre des Affaires rurales et du Pays de Galles à l’étranger Deputy First Minister, Minister for Rural Affairs and Wales Abroad Dirprwy Prif Weinidog, Gweinidog ar gyfer Materion Gwledig a Chymru Dramor | 2002-2003   | Cabinet Rhodri Morgan (2)      |
| Titre non attribué (2003-2007) |             |                                |
| Vice-premier ministre, ministre de l’Économie et des Transports Deputy First Minister and Minister for Economy and Transport Dirprwy Brif Weinidog, Gweinidog dros yr Economi a Thrafnidiaeth                                        | 2007-2011   | Gouvernement Rhodri Morgan (2) |
| Vice-premier ministre, ministre de l’Économie et des Transports Deputy First Minister and Minister for Economy and Transport Dirprwy Brif Weinidog, Gweinidog dros yr Economi a Thrafnidiaeth                                        | 2007-2011   | Gouvernement Jones (1)         |
| Titre non attribué (2011-2024) |             |                                |
| Vice-premier ministre, secrétaire au Changement climatique et aux Affaires rurales Deputy First Minister of Wales, Cabinet Secretary for Climate Change and Rural Affairs Dirprwy Prif Weinidog,                                     | depuis 2024 | Gouvernement Eluned Morgan     |

## Liste des titulaires
| Identité     | Identité                                                     | Groupe                                             | Groupe                  | Période | Qualité | Premier ministre | Gouvernement                          |
| ------------ | ------------------------------------------------------------ | -------------------------------------------------- | ----------------------- | --- | --- | ---------------- | ------------------------------------- |
|              | Mike German                                                  |                                                    | Démocrates libéraux     | 16 octobre 2000 — 6 juillet 2001 (8 mois et 20 jours) | Membre de l’Assemblée (1999-2010), élu dans la région électorale de South Wales East Ministre du Développement économique (2000-2001) | Rhodri Morgan    | Rhodri Morgan II (cabinet)            |
|              | Jenny Randerson                                              | 6 juillet 2001 — 13 juin 2002 (11 mois et 7 jours) | Démocrates libéraux     | Membre de l’Assemblée (1999-2011), élue dans la circonscription de Cardiff Central Ministre de la Culture et des Sports (2000-2003)                              | | Rhodri Morgan    | Rhodri Morgan II (cabinet)            |
|              | Mike German                                                  | 13 juin 2002 — 7 mai 2003 (10 mois et 24 jours)    | Démocrates libéraux     | Membre de l’Assemblée (1999-2010), élu dans la région électorale de South Wales East Ministre des Affaires rurales et du Pays de Galles à l’étranger (2002-2003) | | Rhodri Morgan    | Rhodri Morgan II (cabinet)            |
|              | Titre non attribué entre le 8 mai 2003 et le 11 juillet 2007 |                                                    |                         | | |                  |                                       |
|              | Ieuan Wyn Jones                                              |                                                    | Plaid                   | 11 juillet 2007 — 11 mai 2011 (3 ans et 10 mois) | Membre de l’Assemblée (1999-2013), élu dans la circonscription d’Ynys Môn Ministre de l’Économie et des Transports (2007-2011)        | Rhodri Morgan    | Rhodri Morgan II (gouvernement) Jones |
| Carwyn Jones | Ieuan Wyn Jones                                              |                                                    | Plaid                   | 11 juillet 2007 — 11 mai 2011 (3 ans et 10 mois) | Membre de l’Assemblée (1999-2013), élu dans la circonscription d’Ynys Môn Ministre de l’Économie et des Transports (2007-2011)        |                  | Rhodri Morgan II (gouvernement) Jones |
|              | Titre non attribué entre le 13 mai 2011 et le 6 août 2024    |                                                    |                         | | |                  |                                       |
|              | Huw Irranca-Davies                                           |                                                    | Travailliste-Coopératif | depuis le 6 août 2024 | Membre du Senedd, élu dans la circonscription d'Ogmore Secrétaire de cabinet pour le Changement climatique et les Affaires rurales    | Eluned Morgan    | Eluned Morgan                         |